# 卑贱
《卑贱》（英語：Vile）是一部2011年美國恐怖電影，由泰勒·謝里丹執導，艾瑞克·傑·貝克、艾普爾·馬特遜、阿基姆·史密斯、葛瑞格·塞普斯、瑪雅·海森、海蒂·穆勒和麥肯茲·懷斯摩爾主演，講述10名被綁架者，有22小時的時間逃离一個鎖著的房間，並且必須忍受極度的痛苦才能获得自由。影片於2011年8月26日在Film4 FrightFest首映，然後於2012年6月24日在美國大规模上映。

## 剧情
影片以一個男人在手術台上開始。一名外科醫生進入並通過切開他的胸部並在他的傷口上倒鹽來折磨他。镜头切换到參加野營旅行的四個朋友，泰勒、托尼、卡伊和尼克。在回家的路上，他們在一個加油站停了下來，一位名叫黛安娜的迷人陌生女子要求搭顺风車，她的卡車沒油了。尼克同意了，但他的女朋友泰勒對此表示懷疑。尼克把她送到她的卡車那里，黛安娜提出要給女孩們一些她的香水小样以示感謝。黛安娜隨後戴著防毒面具回来，並用催眠氣體將所有人放倒。众人醒來發現他们和四個陌生人一起被困在一所房子裡，其中一個人拔掉了卡伊的指甲。經過短暫的打斗，尼克和托尼冷靜下來，得知他們都是被抓来这里的，門也被鎖上了。每個人的脖子上都插著一個装置，他們觀看投影儀播放的影片，影片中有一位女士告訴他們，他們有22小時的時間离开这里，但是他們必須使用提供給他們的武器互相傷害。
遭受痛苦时脑部流出的液体會裝到一個罐子里，等到罐子裝滿，他們就可以卸下装置並离开这里。如果他們失敗了，這個装置就會將毒藥注入他們的大腦並殺死他們。其中之一朱利安情绪崩溃，自己卸下了装置，随即倒地死亡。其他人認為他們別無選擇，於是决定從格雷格开始折磨。格雷格是一名记者，他可能知道這個計劃的内幕，並表示想再見他兒子一面。众人毆打他並拔掉他的指甲。一個名叫塔拉的女孩特別暴力，把他的腿在桌子边缘摔断，導致他昏了过去。众人決定他們不能冒險互相傷害到這種程度，且同意按照順序對每個人進行不超過儀表数的百分之六的折磨。萨姆抽到了第一个，他身上有許多神秘的傷口。众人用熨斗燙傷了萨姆的腹部，並拔掉了他的一些指甲。随后轮到尼克。為了讓事情變得更輕鬆，泰勒偷偷給尼克吃了一些羟考酮止痛药；但是，這却減慢了儀表数上升的速度。當尼克處於半昏迷狀態時，众人打算抛弃格雷格，因為他們想要保留體力逃脫这里。除了托尼，每個人都同意这项决定。泰勒也代表她自己和尼克表示同意。下一個轮到莉萨，她想要躲起來避免受到折磨，但被萨姆和塔拉拖了出來。尼克最終清醒了过来，並告訴泰勒他永遠不會選擇讓大家抛弃格雷格，而且他不明白泰勒為什麼會這樣做。泰勒為藥的事道歉，說她只是想幫助尼克，並透露她懷孕了。塔拉無意中聽到了這件事，並告诉了大家，堅持讓泰勒無論如何都要经受折磨。尼克自願代替她。
塔拉想要阻止尼克將剩餘的藥片交給格雷格，但受夠了的托尼將她擊倒，尼克將剩餘的藥物交給格雷格。後來，托尼、泰勒和卡伊准备將他們的手浸入沸水中來獲得6%，但卡伊在最后一刻放棄了，因此托尼和泰勒只得再次將他們的手臂浸入沸水中。與此同時，甦醒過來的塔拉拿起菜刀意图殺死打她的托尼。托尼的肩膀被刺中，倒在地上，開水濺到了他的身上。塔拉还想再次刺傷他，但又被尼克擊倒。塔拉在刑訊台上恢復了意識，並立即詢問儀表的百分比。托尼告訴她，她的行為將儀表提高到了48%。塔拉有點緊張，催促他們快點完成，但托尼说這次他們不会在只增加6%的时候住手。塔拉開始抗議说之前已经投过票约定了6%，然後哭了起來，請求他们放了她。但是當她昏过去的时候，大家又進行了一次投票，決定改為现在這樣的做法。她拼命想要阻止他們，挣扎中杀死了卡伊。托尼心煩意亂，憤怒不已，想要殺死塔拉，但尼克說服他讓她活著。托尼同意，但要求由他来對她做他想做的事，其他人也同意。托尼用扳手重伤了塔拉的喉嚨，用刨絲器刨着她的皮膚，並用刀割开了她的手臂。當塔拉最終昏倒時，儀表處於80%。
留给他们的时间不多了，剩下的五個人同意一起打断他們的鎖骨。托尼被選中打斷大家的鎖骨，但却无法忍心打斷泰勒的鎖骨。尼克便打断了托尼的锁骨，儀表终于达到100%。投影儀出现一條新消息，女士向他們表示祝賀，並指示他們將小瓶放在門上的装置中，他們就可以离开了。在他們離開房間后，萨姆把他們都殺死了，托尼警告尼克，隨即被薩姆刺傷腹部。很快，房間裡只剩下格雷格和泰勒，而尼克則無法再回到房間裏了。格雷格仍然處於药物的影響之下，他向泰勒承認他知道传言说有一个認為每個人都應該遭受痛苦的邪教，但他從不相信謠言是真的。萨姆正是策劃這一事件的人。尼克追著萨姆進入影片開始的房間，萨姆在那裡取下了他的装置，用電腦發出信號殺死了格雷格，并再次把泰勒鎖了起來。泰勒用檯面爐燒傷背部，並折磨她之前已經燒傷的手，設法使儀表恢復到100%。萨姆感觉很好笑，他说在他的生命中他曾受過傷卻活了下來，這讓他相信每個人都應該遭受痛苦才能保持清白。然後萨姆啟動了尼克和泰勒後頸上裝有毒藥的裝置。尼克虽然中了毒，還是用螺絲刀殺死了萨姆，並服用了一些留在房間裡的藥物來中和毒藥。他還使用另一種設備將装置從脖子上取下。尼克衝回房間，通過屏幕上的監視器看到泰勒，眼睁睁看着她死去。儘管傷心欲絕，尼克還是使用斷線鉗打开了大门並逃脫了。
一段時間後，尼克出現在一家餐館裡，他的傷已經痊癒，他透過窗戶看到黛安娜。尼克跟著她，把她在車外撞暈之後塞進後備箱，上車後打開收音機播放《注射死刑》，並说起黛安娜早些時候說的話：“我喜歡這首歌。”

## 演员
- 艾普爾·馬特遜 饰 泰勒
- 阿基姆·史密斯 饰 托尼
- 葛瑞格·塞普斯（英语：Greg Cipes） 饰 萨姆
- 艾瑞克·傑·貝克 饰 尼克
- 伊莉莎·史寇曼 饰 卡伊
- 海蒂·穆勒（英语：Heidi Mueller） 饰 莉萨
- 瑪雅·海森 饰 塔拉
- 麥肯茲·懷斯摩爾（英语：McKenzie Westmore） 饰 黛安娜
- 伊恩·鮑漢（英语：Ian Bohen） 饰 朱利安
- 切隆·艾路特 饰 托马斯
- 馬克·亨斯特 饰 查克
- 梅納德·詹姆斯·基南（英语：Maynard James Keenan） 饰 福特特工（不在電影中）